# Independence Day (film)
Independence Day er en amerikansk science fiction-film fra 1996, instrueret af Roland Emmerich, der har skrevet filmen sammen med Dean Devlin, som også producerede den. Filmen, der skildrer en fjendtlig rumraces destruktive angreb på Jorden, har bl.a. Will Smith, Bill Pullman og Jeff Goldblum på rollelisten.
Independence Day blev nomineret til to Oscars, for bedste lyd og bedste visuelle effekter, og vandt for sidstnævnte. Effekterne var skabt af tyskeren Volker Engel. Filmen havde et budget på 70-75 millioner dollars, blev en stor kommerciel succes og indtjente på verdensplan over 800 millioner dollars.

## Medvirkende
- Will Smith som Kaptajn Steven "Eagle" Hiller
- Bill Pullman som Præsident Thomas J. Whitmore
- Jeff Goldblum som David Levinson
- Mary McDonnell som Førstedame Marilyn Whitmore
- Judd Hirsch som Julius Levinson
- Robert Loggia som General William Grey
- Randy Quaid som Russell Casse
- Margaret Colin som Constance Spano
- Vivica A. Fox som Jasmine Dubrow
- James Rebhorn som Albert Nimzicki
- Harvey Fierstein som Marty Gilbert
- Adam Baldwin som Major Mitchell
- Brent Spiner som Dr. Brackish Okun
- Harry Connick, Jr. som Captain Jimmy Wilder
- Kiersten Warren som Tiffany